# Крістіан Розенкройц

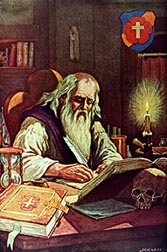
Крістіан Розенкройц

Крістіан Розенкройц (нім. Christian Rosenkreutz; 1378—1484) — засновник Ордену розенкройцерів. Його ім'я було представлено у трьох маніфестах, надрукованих на початку 16-го сторіччя:
- Fama Fraternitatis RC (Звіт про Братство розенкройцерів; надрукований у 1614 у Каселі, Німеччина), підписаний «Frater C.R.C.» («Брат Крістіан Розенкройц»)
- Confessio Fraternitatis (Сповідь Братства, надрукований у 1615 у Каселі, Німеччина)
- The Chymical Wedding of Christian Rosenkreutz (Хімічне весілля Крістіана Розенкройця, надрукований у 1616 у Страсбурзі, Німеччина)

## З біографії
Крістіан Розенкройц народився бл. 1378 р. в Німеччині у збіднілій дворянській родині. У дитячому віці його віддали на виховання до монастиря. У 16 років він вирушив до Святої Землі. Побував у Сирії, Єгипті, Марокко, де вивчав магію і кабалістику. Повернувшись до свого монастиря у Німеччині, він близько 1407 р. разом із 3-ма учнями заснував таємне Братство Рози і Хреста («Fraternitas Rosae Crucis»). Метою було пізнати божественну мудрість, розкрити таємниці природи і допомагати людям. До Братства залучили ще 4-ох учнів. Всі розенкройцери були докторами і бакалаврами, семеро з них були німцями. Свою резиденцію вони називали «Домом Святого Духа», а себе «Божими друзями». Враховуючи сумний досвід тамплієрів, Братство було добре законспірованим, дотримувалося суворих правил. Згодом, щоб удосконалити знання, вони вирішили розійтися в інші країни. Перед тим було укладено статут із 6 правил:
- Братство має перебувати в таємниці 100 років
- «R.C.» буде їхнім знаком, гаслом і вдачею
- ніхто з членів Братства не повинен займатися нічим іншим, окрім як лікуванням хворих безплатно
- пристосовуватися до законів і звичаїв тієї країни, де збираються працювати, нічим не виказувати приналежності до Братства
- кожен зобов'язаний щороку у визначений час прибувати до монастиря (у «Дім Святого Духа») на збори Братства, або повідомити причину відсутності
- кожен має шукати того, хто заступить його після смерті

Крістіан Розенкройц помер 1484 р. у віці 106 років і був похований у таємній гробниці в «Домі Святого Духа». За заповітом, його могилу мали розкрити, коли настане відповідний час — через 120 років. У 1604 р. була відкрита могила, де був знайдений 
"престол, покритий листком жовтої міді, на якому стояв напис: A.C.R.C. Цей компендіум всесвіту зробив я за життя собі гробницею. Навколо першого ободу або краю стояло: Ісус для мене - все. В середині були чотири фігури, укладені в колі, над якими стояли наступні чотири написи: 1. Ніде немає порожнього простору. 2. Ярмо Закону. 3. Свобода Євангелія. 4. Недоторкана Слава Божа."
(З "Fama Fraternitatis")
У сховищі були знайдені "Шляхові описи" і "Життєпис" Крістіана Розенкройца, а також Книга G.,
"що після Біблії наш найвищий скарб становить і, зрозуміло, не повинно мирському розгляду легковажно піддаватися".
(З "Fama Fraternitatis")